# Bianca Garcés di Navarra
Bianca Garcés (Blanca in spagnolo, aragonese, portoghese, catalano e galiziano;  Zuria in basco; Laguardia, 1137 – 12 agosto 1156) fu consorte dell'erede al trono di Castiglia e regina consorte di Nájera, dal 1151 al 1156.

## Origine
Secondo gli Annales Compostellani Bianca era figlia  del re di Navarra, García IV Ramírez (Regina Branca mater istius Aldefonsi Regis Castellæ…fuit filia Garsiæ Regis Navarræ) e della moglie, Margherita de l'Aigle (?-25 maggio 1141), figlia di Gibert de l'Aigle e Giuliana di Perche.

García, secondo le "Corónicas" Navarras, era figlio del signore di Monzón, Ramiro Sanchez e di Cristina Diaz di Bivar, figlia del Cid Campeador ('ifant don Romiro ovo en su muiller la filla de meo Cid al rey don Garcia de Navarra)

## Biografia
Il padre Garcia, in guerra con il re di Castiglia Alfonso VII ed il principe d'Aragona e conte di Barcellona Raimondo Berengario IV, dopo una prima sconfitta, firmò, nel 1140, a Tudela, una pace separata con Alfonso VII dove si confermò suo vassallo e fu contratto un impegno matrimoniale per i propri figli, Bianca di Navarra e Sancho di Castiglia. 
Dopo che la guerra con l'Aragona era proseguita, nel 1149 il padre Garcia firmò un trattato di pace col principe d'Aragona e conte di Barcellona, Raimondo Berengario IV dove, oltre agli altri impegni del trattato, Raimondo, pur essendo già promesso sposo alla regina d'Aragona, Petronilla di Aragona, di cui era il tutore, si impegnava a sposare la figlia del re di Navarra, Bianca, anche lei già impegnata con Sancho di Castiglia.
Suo padre, García IV, secondo le Crónicas navarras morì il 25 novembre del 1150 a Lorca (Anno Domini MCL, VI Kalendas December obiit bone memorie Garssias rex Pampilonensis apud Loricam).

Alla morte del padre, salì sul trono di Navarra il fratello, Sancho VI che, dato che Raimondo Berengario IV aveva sposato Petronilla, come riporta lo storico Rafael Altamira, si affrettò a dichiararsi vassallo di Alfonso VII di Castiglia e a rammentargli l'impegno matrimoniale tra suo figlio Sancho e Bianca.

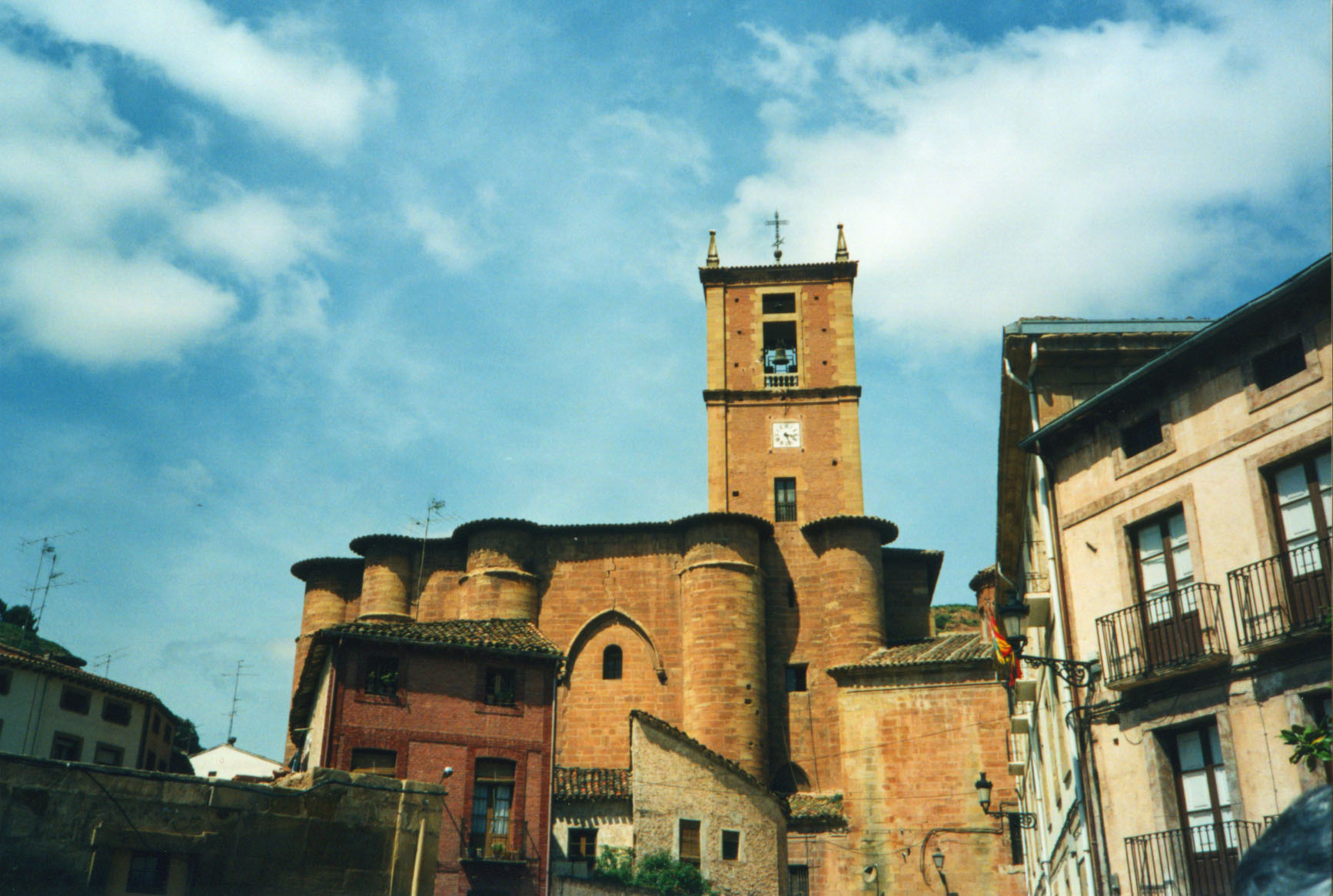
Monastero di Santa Maria la Real di Nájera

Il 30 gennaio 1151, a Calahorra, attuale Rioja, fu celebrato il matrimonio tra Bianca e il re di Nájera, Sancho di Castiglia, che, secondo la cronaca di Alberico delle Tre Fontane, era il figlio primogenito del re di León e Castiglia Alfonso VII e come riporta il Roderici Toletani Archiepiscopi De Rebus Hispaniæ, di Berenguela di Barcellona, , che, secondo gli Ex Gestis Comitum Barcinonensium era la figlia primogenita del conte di Barcellona, Gerona, Osona e Carcassonne, Raimondo Berengario III e della sua seconda moglie, la contessa di Provenza e Gévaudan, Dolce I (1090-1129).

Il matrimonio viene confermato dal documento n° 56 del Recueil des chartes de l'abbaye de Silos (Rex Sancius...Regina domna Blanca uxor regis).
Bianca, secondo alcuni morì di parto, nel novembre del 1155, dando alla luce il figlio, Alfonso, ma secondo la maggior parte degli storici morì, il 12 agosto 1156, in conseguenza ai problemi dovuti ad un secondo parto, quello del figlio Garcia, nato prematuro e morto dopo poche ore di vita, come conferma anche un'epigrafe.

Secondo gli Annales Compostellani Bianca morì nel 1156, come viene confermato anche dal documento n° 4190 del Recueil des chartes de l'abbaye de Cluny, inerente una donazione del marito Sancho al monastero di Cluny, datato 30 agosto 1156, in memoria della moglie (pro remedio anima mea et mulieris mee venerabilis regine domne Blanche quam in Jagarensi ecclesia sepelire feci).
Pur essendo morta prima che il marito fosse incoronato re, Bianca fu considerata regina consorte in quanto il marito, Sancho II era stato associato al trono dal padre, Alfonso VII.
Bianca fu sepolta a Nájera, città di cui era regina, nel monastero di Santa Maria la Real, come riporta anche il Diccionario biográfico español, Real Academia de la Historia.

## Figli
Bianca e Sancho ebbero due figli:
- Alfonso VIII (1155-1214), re di Castiglia[13]
- Garcia, nato prematuro, a Soria, il 24 giugno 1156 e morto quello stesso giorno. Sepolto nella chiesa di san Pietro di Soria[17].

## Ascendenza
|                              |   |                     | Genitori           |  |  | Nonni |  |  | Bisnonni                 |  |  | Trisnonni         |  |
|                              |   |                     |                    |  |  |       |  |  | Sancho Garcés di Navarra |  |  | García II Jiménez |  |
|                              |   |                     |                    |  |  |       |  |  | Sancho Garcés di Navarra |  |  | García II Jiménez |  |
|                              |   | Dadildis di Pallars |                    |  |  |       |  |  | Sancho Garcés di Navarra |  |  |                   |  |
| Ramiro Sánchez di Monzón     |   |                     |                    |  |  |       |  |  | Sancho Garcés di Navarra |  |  |                   |  |
|                              |   | Toda di Navarra     | Aznar Sánchez      |  |  |       |  |  |                          |  |  |                   |  |
|                              |   | Toda di Navarra     | Aznar Sánchez      |  |  |       |  |  |                          |  |  |                   |  |
|                              |   | Toda di Navarra     | Onneca Fortúnez    |  |  |       |  |  |                          |  |  |                   |  |
| García IV Ramírez di Navarra |   | Toda di Navarra     |                    |  |  |       |  |  |                          |  |  |                   |  |
|                              |   | El Cid              | Diego Laínez       |  |  |       |  |  |                          |  |  |                   |  |
|                              |   | El Cid              | Diego Laínez       |  |  |       |  |  |                          |  |  |                   |  |
|                              |   | El Cid              | Teresa Rodríguez   |  |  |       |  |  |                          |  |  |                   |  |
| Cristina Rodríguez           |   | El Cid              |                    |  |  |       |  |  |                          |  |  |                   |  |
|                              |   | Jimena Díaz         | Diego Fernández    |  |  |       |  |  |                          |  |  |                   |  |
|                              |   | Jimena Díaz         | Diego Fernández    |  |  |       |  |  |                          |  |  |                   |  |
|                              |   | Jimena Díaz         | Cristina Fernández |  |  |       |  |  |                          |  |  |                   |  |
| Bianca Garcés di Navarra     |   | Jimena Díaz         |                    |  |  |       |  |  |                          |  |  |                   |  |
|                              | … | …                   |                    |  |  |       |  |  |                          |  |  |                   |  |
|                              | … | …                   |                    |  |  |       |  |  |                          |  |  |                   |  |
|                              | … | …                   |                    |  |  |       |  |  |                          |  |  |                   |  |
| Gilbert de L'Aigle           | … |                     |                    |  |  |       |  |  |                          |  |  |                   |  |
|                              |   | …                   | …                  |  |  |       |  |  |                          |  |  |                   |  |
|                              |   | …                   | …                  |  |  |       |  |  |                          |  |  |                   |  |
|                              |   | …                   | …                  |  |  |       |  |  |                          |  |  |                   |  |
| Margherita de l'Aigle        |   | …                   |                    |  |  |       |  |  |                          |  |  |                   |  |
|                              |   | …                   | …                  |  |  |       |  |  |                          |  |  |                   |  |
|                              |   | …                   | …                  |  |  |       |  |  |                          |  |  |                   |  |
|                              |   | …                   | …                  |  |  |       |  |  |                          |  |  |                   |  |
| Julienne du Perche           |   | …                   |                    |  |  |       |  |  |                          |  |  |                   |  |
|                              |   | …                   | …                  |  |  |       |  |  |                          |  |  |                   |  |
|                              |   | …                   | …                  |  |  |       |  |  |                          |  |  |                   |  |
|                              |   | …                   | …                  |  |  |       |  |  |                          |  |  |                   |  |
|                              |   | …                   |                    |  |  |       |  |  |                          |  |  |                   |  |

### Fonti primarie
- (LA)  Monumenta Germaniae Historica, Scriptores, tomus XXIII.
- (LA)  Recueil des chartes de l'abbaye de Cluny. Tome 5.
- (LA)  Recueil des historiens des Gaules et de la France. Tome 12.
- (LA)  Recueil des chartes de l'abbaye de Silos.
- (LA)  #ES "Corónicas" Navarras.
- (LA)  #ES España sagrada, Volume 23.

### Letteratura storiografica
- Rafael Altamira, "La Spagna (1031-1248)", in «Storia del mondo medievale», vol. V, 1999, pp.865–896
- Edgar Prestage, "Il Portogallo nel Medioevo", in «Storia del mondo medievale», vol. VII, 1999, pp.576–610
- (ES)  #ES Historia de la Navarra
- (EN)  Chronica Adefonsi Imperatoris